# Saint-Martin-Lys
Saint-Martin-Lys település Franciaországban, Aude megyében. Lakosainak száma 24 fő (2022. január 1.). Saint-Martin-Lys Axat, Belvianes-et-Cavirac, Cailla, Puilaurens és Quirbajou községekkel határos.

## Népesség
A település népessége az elmúlt években az alábbi módon változott:
| Lakosok száma | 67   | 40   | 31   | 47   | 31   | 27   | 25   | 24   | 24   | 24   |
|               | 1968 | 1982 | 1990 | 2006 | 2013 | 2015 | 2017 | 2019 | 2020 | 2022 |